# Johannes Kirchner
Johannes Ernst Kirchner (Tallín, 25 de septiembre de 1859- Berlín, 27 de junio de 1940) fue un filólogo clásico y epigrafista alemán. Fue profesor en el Friedrich-Wilhelm-Gymnasium de Berlín desde 1884 hasta 1924. 

## Biografía
Kirchner pasó su juventud en San Petersburgo, donde trabajaba su padre. Sus primeros estudios de filología e historia los realizó en la Universidad de Bonn con Dittenberger, un experto en inscripciones griegas. Mientras enseñaba en el Friedrich-Wilhelm-Gymnasium de Berlín, escribió sus principales obras. 

## Obras
Entre sus principales obras se encuentran:
- Prosopographia Attica, voll. I-II, 1901-1903.
- Inscriptiones Graecae, voll. II-III, 1913. (Decreta annorum 403/2-230/29)
- Catalogi nominum, instrumenta iuris privati.
- Dedicationes, pars tertia, 1935.
- Imagines Inscriptionum Atticarum, 1935.